# Caselette
Caselette (piemontiul: Caslëtte) egy 2.641 lakosú község Torino megyében.
A Susa-völgy bejáratánál fekszik, és a Susa- és Sangone-völgyi Hegyi Közösség tagja.

## Földrajz
Caselette Torinótól 18 km-re, Susatól 38 km-re helyezkedik el, a Musiné-hegy lábainál.
Szomszédos települések: Almese, Alpignano, Avigliana, Buttigliera Alta, Rivoli, Rosta és Val della Torre.

## Látnivalók
A Cays-grófok kastélya a Szalézi rend kezelésében áll, és gyakran lát vendégül cserkészcsapatokat. A Sant'Abaco szentély a Musiné-hegyen található, 470 méteres tengerszint feletti magasságban. Ugyanígy a Musiné- hegyen találhatók egy római villa romjai.

## Testvérvárosok
- Ricse, Magyarország

## Fordítás
- Ez a szócikk részben vagy egészben  a   Caselette című olasz Wikipédia-szócikk fordításán alapul.  Az eredeti cikk szerkesztőit annak laptörténete sorolja fel. Ez a jelzés csupán a megfogalmazás eredetét és a szerzői jogokat jelzi, nem szolgál a cikkben szereplő információk forrásmegjelöléseként.